# We Don’t Have to Be Over 21 (To Fall in Love)
We Don't Have to Be Over 21 (To Fall in Love) – drugi singel The Jackson 5 wydany w miejscowej wytwórni Steeltown.

## Lista utworów[1]
1. We Don't Have to Be Over 21 (To Fall in Love)
2. Jam Session